# 小寺元茂
小寺 元茂（こでら もとしげ）は、安土桃山時代から江戸時代前期にかけての武将。毛利氏の家臣で長州藩士。祖父は小寺元武、父は小寺元賢。子に小寺就信。内藤就正の三男である小寺就茂を養子とした。

## 生涯
毛利氏家臣・小寺元賢の子として生まれる。
天正16年（1588年）6月25日、毛利輝元から加冠状を受けて元服し、「元」の偏諱を与えられて「元茂」と名乗った。
天正20年（1592年）12月29日、毛利輝元から「七右衛門尉」の官途名を与えられる。
慶長10年（1605年）12月14日、同年の五郎太石事件の後に毛利氏家臣団や有力寺社の総勢820名が連署して毛利氏への忠誠や様々な取り決めを記した連署起請文において、207番目に「小寺七右衛門尉」と署名している。
慶長12年（1607年）と推定されている4月23日付けで吉川広家から元茂に送られた久々の書状において「元茂が手伝普請で昼夜苦労していることは察するばかりであるが、この頃の様子を承りたく、私共の事は万事頼み入ります。なお、追って申し述べます」と伝えられる。
慶長14年（1609年）6月、前年に丹波国八上5万石に移封された松平康重の居城として篠山城の築城が開始されるが、この築城においては池田輝政、福島正則、毛利秀就、森忠政、山内忠義、加藤嘉明、有馬豊氏、堀尾忠晴ら山陰道・山陽道・南海道の大名20家に対し手伝普請が命じられ、毛利氏では井原元以や元茂らを丹波国に派遣。5月30日に丹波国に到着したことを井原元以から報告を受けた輝元は、6月12日に元茂に書状を送り、緩み無き事が肝要と伝えている。
慶安4年（1651年）8月4日に死去。嫡男の小寺就信は早世していたため、内藤就正の三男で元茂の養子となった小寺就茂が後を継いだ。